# Wsewolod Nikolajewitsch Petrow
Wsewolod Nikolajewitsch Petrow (russisch Всеволод Николаевич Петров, geboren 13. April 1912 in  Sankt Petersburg, Russisches Kaiserreich; gestorben 20. März 1978 in Leningrad, Sowjetunion) war ein russischer Kunsthistoriker.

## Leben
Wsewolod Nikolajewitsch Petrow wurde in einer Petersburger Adelsfamilie geboren. Petrow arbeitete als Kunsthistoriker am Russischen Museum in Leningrad. Am Zweiten Weltkrieg nahm er als Offizier der Roten Armee teil. Petrow veröffentlichte Monografien zur russischen Kunst und Beiträge in Sammelbänden und Zeitschriften.
Er war ein enger Mitarbeiter des Kunsthistorikers Nikolai Nikolajewitsch Punin (1888–1953), der 1949 in den Gulag (Arbeitslager Workuta) deportiert wurde, nachdem dieser einen Großteil der Lenin-Denkmäler und -bildnisse als „stillos“ bezeichnet hatte. Im Zuge der folgenden stalinistischen Hetzjagd wurde auch Wsewolod Petrow entlassen.
Seine 1946 verfasste Novelle Die Manon Lescaut von Turdej wurde 2006 postum in der Zeitschrift Nowy Mir veröffentlicht. 2013 wurde die (von Daniel Jurjew für den Weidle Verlag übersetzte) deutsche Fassung mit dem Buchpreis der unabhängigen deutschsprachigen Verlage (Hotlist) ausgezeichnet.

## Schriften (Auswahl)
- Wunder (Erzählungen). Übersetzung und Nachwort von Daniel Jurjew. Friedenauer Presse, Berlin 2019, ISBN 978-3-932109-88-1.
- Die Manon Lescaut von Turdej. Aus dem Russischen von Daniel Jurjew. Stellenkommentar von Olga Martynova. Nachwort von Oleg Jurjew. Weidle, Bonn 2012. ISBN 978-3-938803-48-6.
- Russian art nouveau. The world of art and Diaghilev's painters. Hgg. von Irina Charitonowa. Parkstone Press, Bournemouth 1997. ISBN 1-85995-350-6.
- mit Aleksandr Abramovich Kamensky: Welt der Kunst. Vereinigung russischer Künstler zu Beginn des 20. Jahrhunderts. Aus dem Russischen übertragen von Hans-Joachim Grimm und Galina Bajewa, Redaktion von Irina Charitonowa, Lektor der deutschen Ausgabe, Roman Äiwadis. Aurora-Kunstverlag, Leningrad 1991. ISBN 5-7300-0217-3.